# Hockey Club Stadion Cheb
Le Hockey Club Stadion Cheb est un club de hockey sur glace de Egra en Tchéquie. Il évolue en 2. liga, troisième échelon tchèque.

## Historique
Le club est créé en 1978.

## Palmarès
- Aucun titre.